# Belle Lake
Belle Lake är en sjö i Kanada.   Den ligger i provinsen Nova Scotia, i den östra delen av landet, 1 200 km öster om huvudstaden Ottawa. Belle Lake ligger 73 meter över havet. Arean är 0,53 kvadratkilometer. Den ligger på ön Kap Bretonön. Den sträcker sig 0,8 kilometer i nord-sydlig riktning, och 1,0 kilometer i öst-västlig riktning.
I omgivningarna runt Belle Lake växer i huvudsak blandskog. Runt Belle Lake är det ganska glesbefolkat, med 34 invånare per kvadratkilometer.